# Дженеси (округ, Нью-Йорк)
Округ Дженеси́ (англ. Genesee County) — округ штата Нью-Йорк, США. Население округа на 2000 год составляло 60370 человек. Административный центр округа — город Батейвия.

## История
Округ Дженеси основан в 1802 году; назван в честь слова языка Сенека, означающее "хорошая долина". Источник образования округа Дженеси: округ Онтэрио.

## География
Округ занимает площадь 1282 км2.

## Демография
Согласно переписи населения 2000 года, в округе Дженеси проживало 60370 человек. По оценке Бюро переписи населения США, к 2009 году население уменьшилось на 4.1%, до 57868 человек. Плотность населения составляла 45.1 человек на квадратный километр.